# Morchard Bishop
Morchard Bishop är en ort och civil parish i Storbritannien.   Den ligger i grevskapet Devon och riksdelen England, i den södra delen av landet, 260 km väster om huvudstaden London. Morchard Bishop ligger 164 meter över havet och antalet invånare är 975.
Terrängen runt Morchard Bishop är platt. Runt Morchard Bishop är det ganska tätbefolkat, med 80 invånare per kvadratkilometer. Närmaste större samhälle är Crediton, 10,5 km sydost om Morchard Bishop. Trakten runt Morchard Bishop består i huvudsak av gräsmarker.